# Monosmilus chureloides
Monosmilus chureloides — викопний вид променеперих риб ряду оселедцеподібних (Clupeiformes), що існував в еоцені.

## Скам'янілості
Рештки неповного черепа риби знайдені у 1977 році в провінції Пенджаб на півдні Пакистану. На основі решток у 2020 році група вчених з Бельгії, Італії та США під керівництвом Алессіо Капоб'янко (Alessio Capobianco) з Мічиганського університету описано нові рід та вид Monosmilus chureloides.

## Опис
Риба була схожа на сучасних анчоусів, але на відміну від них була хижаком. Тіло сягало до 1 метра завдовжки. На нижній щелепі було 16 зубів. На верхній щелепі був великий зуб до 2 см завдовжки.